# Дубна (центр космической связи)

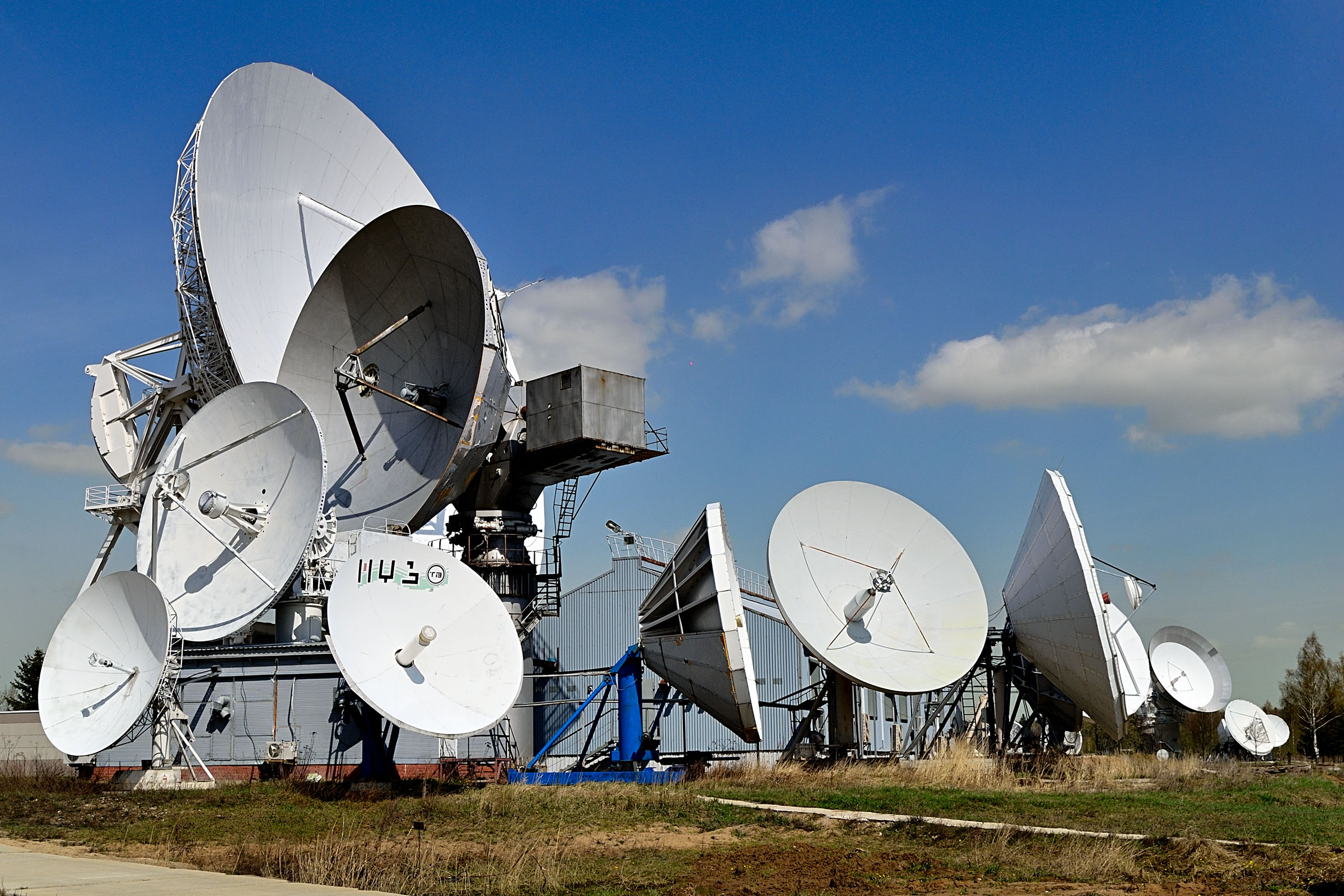
Антенны ЦКС Дубна

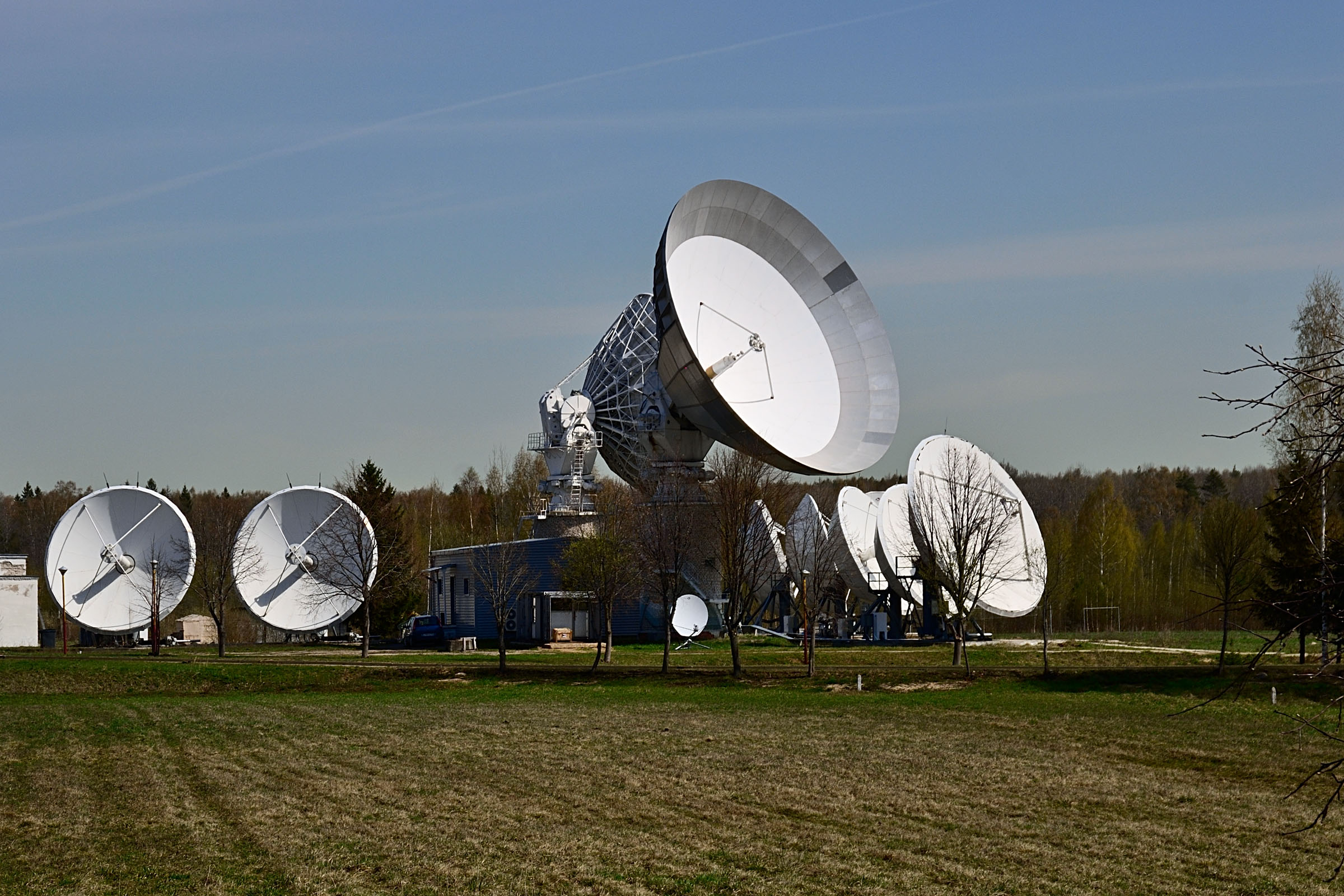
Антенны ЦКС Дубна

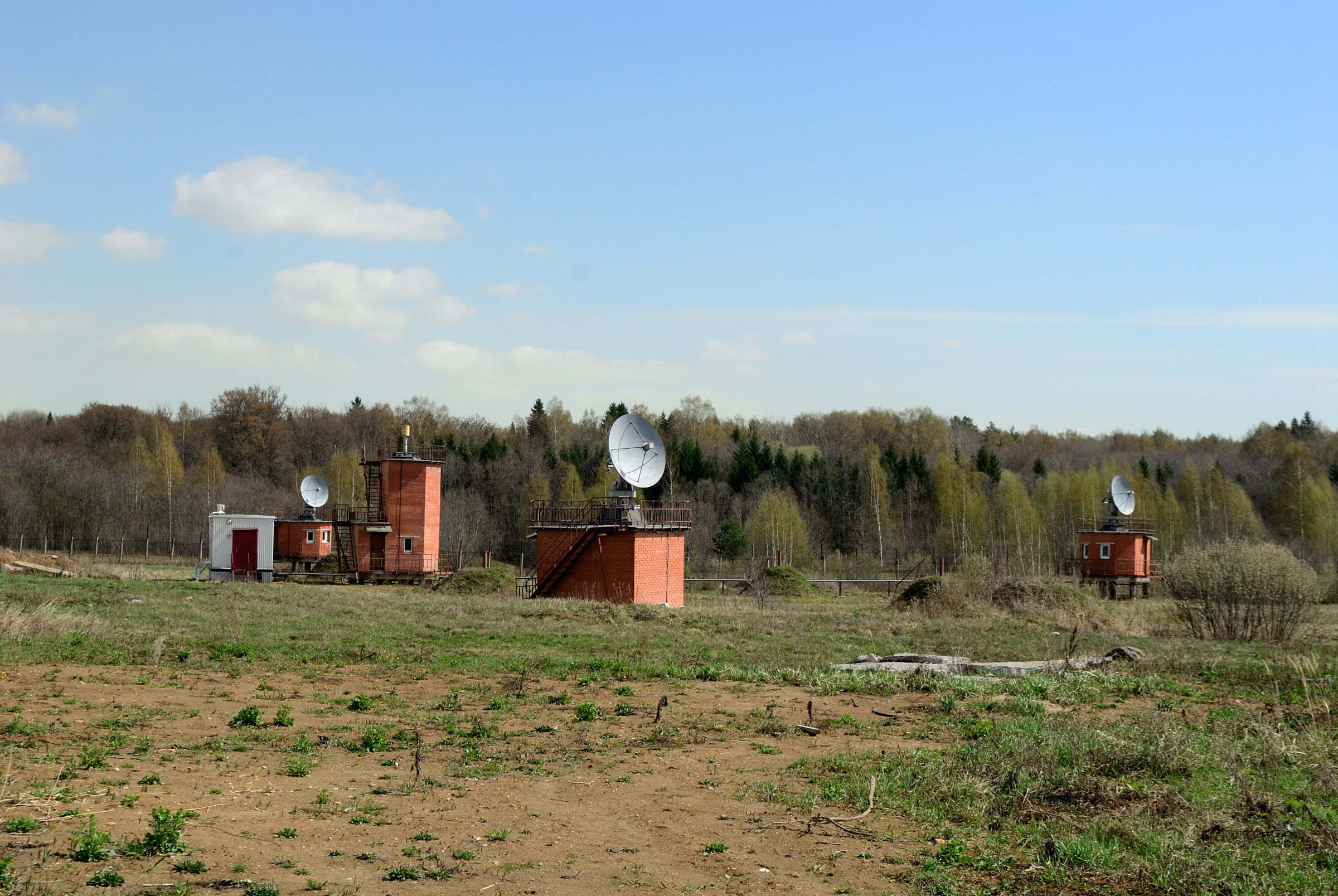
Корреляционно-фазовый пеленгатор, используемый для определения расстояния до спутников в ЦКС Дубна

Центр Космической Связи (ЦКС) «Дубна» — крупнейшая станция космической связи в России. Является одним из 5 центров космической связи ФГУП «Космическая связь». Функционирует с 1980 года. Находится в городе Дубна 56°44′16″ с. ш. 37°15′04″ в. д..
ЦКС «Дубна» обеспечивает работу спутниковых каналов связи и телерадиовещания. Кроме этого, на ЦКС организовано обслуживание линий правительственной связи по каналу «Москва (Шаболовка) — Дубна».

## История
1980 — ЦКС введён в эксплуатацию Приказом Министра связи СССР в качестве Олимпийского объекта. Во время Летних Олимпийских игр 1980 года посредством ЦКС «Дубна» обеспечивалась трансляция олимпиады на страны Европы и Атлантического региона. После игр через ЦКС были налажены каналы связи Кремля с официальными представительствами зарубежных стран.
1980-е — обеспечен охват телевещанием Центральной и Восточной Сибири.
1997 — подписан контракт на сооружение восьми антенн для телеметрии и телеуправления десятью космическими аппаратами «Eutelsat».
2003 — введен в эксплуатацию западный пункт наземного комплекса управления спутниковой группировкой ГПКС.

## Руководители
1980-1990 — В. Ф. Охрименко
1990-1998 — С. Н. Добромыслов
1998-2002 — А. П. Дука
2002-2003 — Ю. Н. Окулов
2003-2021 — А. П. Дука